# Caloptilia insidia
Caloptilia insidia är en fjärilsart som beskrevs av Clarke 1986. Caloptilia insidia ingår i släktet Caloptilia och familjen styltmalar. Inga underarter finns listade i Catalogue of Life.